# Tony Tuominen
Tony Tuominen (* 4. Januar 1964 in Helsinki; † 7. Dezember 2000 in Espoo) war ein finnischer Badmintonspieler. Er starb 36-jährig im Jahr 2000 an Krebs.

## Karriere
Tony Tuominen nahm 1989, 1991 und 1995 an den Badminton-Weltmeisterschaften teil. In seiner Heimat gewann er von 1981 bis 1997 16 nationale Titel. 1988 siegte er bei den Malta International, 1991 bei den Norwegian International.

## Sportliche Erfolge
| Saison | Veranstaltung                                | Disziplin    | Platz | Name                               |
| ------ | -------------------------------------------- | ------------ | ----- | ---------------------------------- |
| 1980   | Finnland: Einzelmeisterschaften der Junioren | Herreneinzel | 1     | Tony Tuominen                      |
| 1981   | Finnland: Einzelmeisterschaften              | Herreneinzel | 1     | Tony Tuominen                      |
| 1981   | Finnland: Einzelmeisterschaften der Junioren | Herreneinzel | 1     | Tony Tuominen                      |
| 1982   | Finnland: Einzelmeisterschaften der Junioren | Herreneinzel | 1     | Tony Tuominen                      |
| 1982   | Finnland: Einzelmeisterschaften              | Herreneinzel | 1     | Tony Tuominen                      |
| 1983   | Finnland: Einzelmeisterschaften              | Herrendoppel | 1     | Tony Tuominen / Pekka Sarasjärvi   |
| 1983   | Finnland: Einzelmeisterschaften              | Mixed        | 1     | Tony Tuominen / Wiola Renholm      |
| 1984   | Finnland: Einzelmeisterschaften              | Herrendoppel | 1     | Tony Tuominen / Pekka Sarasjärvi   |
| 1986   | Finnland: Einzelmeisterschaften              | Herrendoppel | 1     | Tony Tuominen / Mika Heinonen      |
| 1986   | Finnland: Einzelmeisterschaften              | Herreneinzel | 1     | Tony Tuominen                      |
| 1988   | Malta International                          | Herreneinzel | 1     | Tony Tuominen                      |
| 1988   | Finnland: Einzelmeisterschaften              | Herrendoppel | 1     | Tony Tuominen / Mika Heinonen      |
| 1989   | Finnland: Einzelmeisterschaften              | Herrendoppel | 1     | Tony Tuominen / Mika Heinonen      |
| 1991   | Finnland: Einzelmeisterschaften              | Herrendoppel | 1     | Tony Tuominen / Mika Heinonen      |
| 1991   | Norwegian International                      | Herreneinzel | 1     | Tony Tuominen                      |
| 1991   | Weltmeisterschaft                            | Herrendoppel | 17    | Mika Heinonen / Tony Tuominen      |
| 1992   | Finnland: Einzelmeisterschaften              | Herrendoppel | 1     | Robert Liljequist / Tony Tuominen  |
| 1993   | Finnland: Einzelmeisterschaften              | Herrendoppel | 1     | Pekka Sarasjärvi / Tony Tuominen   |
| 1995   | Finnland: Einzelmeisterschaften              | Herrendoppel | 1     | Tony Tuominen / Mikael Segercrantz |
| 1996   | Finnland: Einzelmeisterschaften              | Herrendoppel | 1     | Tony Tuominen / Mikael Segercrantz |
| 1997   | Finnland: Einzelmeisterschaften              | Mixed        | 1     | Tony Tuomien / Leena Löytömäki     |